# Storslamfluga
Storslamfluga (Eristalis tenax) är en blomfluga som tillhör släktet slamflugor. 

## Kännetecken
Storslamflugan är en stor och kraftig blomfluga med en längd på 14 till 16 millimeter. Den har en bred svart bakkropp med rödgula parfläckar på tergit två som gör den mycket bilik (se mimikry). Honan har mindre parfläckar än hanen. Hanen har även mindre parfläckar på tergit tre. Viktiga detaljer för att skilja den från andra arter i släktet är en bred svart mittstrimma i ansiktet, brun ögonbehåring med två vertikala band, svarta framfötter, mörka bakskenben, antennborst med kort behåring, gul bakkant på tergiterna och vingar med endast otydlig vingfläck.

## Levnadssätt
Storslamflugan finns i de flesta miljöer men är beroende av fuktiga områden för larvernas utveckling. Man kan se den på korgblommiga och flockblommiga växter men även många andra blommor. Flygtiden varar från slutet av maj till början av oktober. Enstaka övervintrade flugor kan ses redan i april. Många storslamflugor migrerar till Norden från söder under juni och juli. Larverna har ett långt svansliknande andningsrör och brukar kallas för råttsvanslarver. De utvecklas i näringsrika vattenpölar, till exempel pölar med gödselvatten utanför djurstallar. Hanarna är territoriella under våren och sommaren (runt april till juni i Sverige). De kan då ses sväva i luften ofta vaktande blommor och aktivt jaga ut eventuella inkräktare som kommer in i deras revir.

## Utbredning
Storslamfluga finns i hela Norden utom Island. Den är mycket vanlig i de södra och mellersta delarna av Sverige. Den har en världsvid utbredning och finns i alla världsdelar utom Antarktis.

## Etymologi
Tenax betyder ihärdig, envis på latin. 